# Doraemon: Yume Dorobō to 7-nin no Gozansu
Doraemon: Yume Dorobō to 7-nin no Gozansu (ドラえもん 夢どろぼうと７人のゴザンス) est un jeu vidéo de plates-formes sorti en 1993 sur Mega Drive. Le jeu a été développé et édité par Sega. Le jeu est inspiré du manga Doraemon et n'est sorti qu'au Japon.